# 혈류 역학
혈류 역학(영어: hemodynamics(AmE), haemodynamics(BrE))은 혈액의 흐름과 순환을 역학적으로 연구하는 학문이다. 혈류(량), 혈액 운동, 외부로부터 힘이 작용할 때의 평형 상태에 영향을 미치는 물리적 법칙에 대해 설명한다.

## 심박출량과 유량

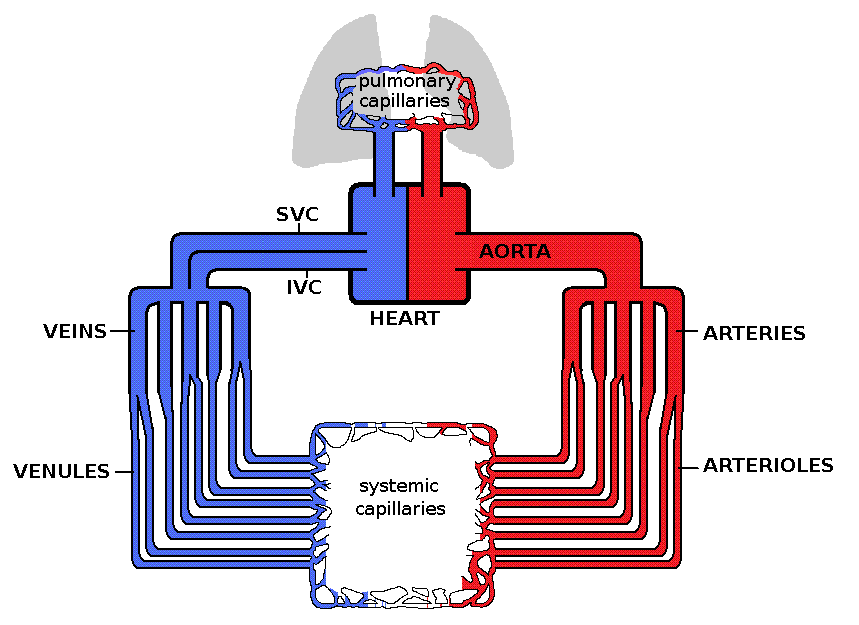
순환계 시스템

심장은 순환계의 중추 기관으로, 규칙적인 수축과 이완을 통해 혈액을 펌프질 한다. 심장에서 나오는 유량(blood flow)(L/min)은 심박출량이라고 부른다.
심장에서 처음으로 나온 혈액은 인체에서 가장 큰 동맥인 대동맥을 지난다. 그리고 더 작은 동맥으로 나뉘고, 세동맥으로 나뉜다. 그리고 마침내 조직 세포와의 산소 교환이 이루어지는 모세 혈관까지 퍼지게 된다. 모세혈관은 세정맥과 연결이 되어 있고, 혈액은 다시 정맥을 따라 우심방으로 들어간다. 미세 순환(세동맥, 모세혈관, 세정맥)은 혈관계의 총 면적 중 대부분을 차지하며, 세포 내에서 산소, 포도당, 효소 기질 등이 교환되는 장소이다. 정맥 시스템은 산소가 부족한 혈액을 우심방으로 가게 한다. 우심방에서는 허파로 이동하도록 펌프질 하면 혈액의 산소는 보충하고, 이산화탄소나 기타 노폐물들은 교환하여 호흡할 때 빠지게 된다. 그리고 나서 혈액은 다시 혈액 순환이 시작되는 좌심방으로 들어온다.
순환계에서 보통 분당 심장에 돌아오는 혈액의 양은 분당 심장에서 나가는 혈액의 양(심박출량)과 거의 같다. 이러한 이유로, 순환계에서 각 단계에서의 혈류 속도는 주로 혈관의 단면적에 의하여 결정된다. 이것을 수식으로 나타내면 다음과 같다.
v=Q/A
이 때,
- v = 속도 (cm/sec)
- Q = 유량 (ml/sec)
- A = 단면적 (cm2)

## 순환계 혈압
혈액이 순환 할 때 주로 심장의 펌프 작용에 의하여 혈압 차가 생기게 된다. 심장의 펌프 작용으로 대동맥으로 나가는 혈류에 맥류가 발생하게 된다. 그리고 미세 순환을 따라, 마침내는 정맥을 통해서 심장으로 들어간다. 심장 박동할 때 대동맥 혈압은 최대 혈압(수축기)과 최소 혈압(이완기) 사이에서 서는 변화한다. 생리학에서는 이것을 평균동맥압(mean arterial pressure, MAP)으로 하나의 값으로 나타낸다.
MAP ≈ 2⁄3(BPdia) + 1⁄3(BPsys)
(심장 이완기가 심장 주기의 3분의 2를 차지하여 비중이 더 높다.)
이 때,
- MAP = 평균 동맥 혈압
- BPdia = 심장 이완기 혈압
- BPsys = 심장 수축기 혈압

평균 혈압과 차이가 나는 것은 순환에서 혈액이 한 장소에서 다른 장소로 이동하기 때문이다. 평균 유량은 혈관에서 나타나는 혈압과 혈액 유동 저항에 의해 결정된다. 평균 혈압은 혈액이 순환하는 동안 심장에서부터 멀어져 동맥과 모세혈관으로 가면서 점성이 손실되면서 계속 감소한다. 혈압은 소동맥과 세동맥에서 크게 떨어진다. 정수압에 의하여 중력도 혈압에 영향을 미친다 (예를 들어 서 있는 경우). 또한 정맥의 판막, 호흡, 골격근의 수축 역시 정맥에서의 혈압에 영향을 미친다.
다음 식은 압력, 유량, 유동 저항의 관계를 나타내고 있다 :
(혈류 속도) = (혈압)/(유동 저항)
순환계에 적용시켜 보면 다음의 식을 얻을 수 있다.
CO = (MAP – RAP)/TPR
이 때,
- CO = 심박출량 (L/min)
- MAP = 평균 동맥 혈압 (mmHg). 심장에서 나갈 때의 평균 혈압
- RAP = 우심방 압력 (mmHg). 심장에서 들어올 때의 평균 혈압
- TPR = 전체 말초 저항(total peripheral resistance) (mmHg * min/L)

우심방 혈압을 0으로 가정한다면 다음과 같이 간단한 형태가 된다.
CO ≈ MAP/TPR
표준 혈압계 커프가 위팔동맥을 기준으로 혈압을 재는데, 상완동맥에서의 평균 혈압은 보통 120/80 mmHg이다. 다른 주요 동맥들도 큰 차이 없이 혈압이 비슷하다. 무명동맥에서는 평균 혈압이 110/70 mmHg로 나온다. 비교적 한결 같은 동맥 혈압은 동맥 혈관이 혈액을 다른 혈관으로 내보낼 압력을 비축하고 있다는 것을 보여준다.
동맥, 세동맥, 모세혈관, 정맥을 지나면서 혈류 속도가 감소함에 따라 혈압도 감소한다. 모세혈관에서도 아직까지는 혈액이 심장으로 들어갈 수 있도록 하는 압력이 있다. 대정맥에서는 근육의 힘을 받아 흐른다. 혈압이 떨어질 때는, 혈류 속도는 유동 저항에 따라 결정된다. 다른 질환이 없을 때 동맥에서는 유동 저항이 거의 없다. 혈관의 직경은 저항을 조절하는 가장 중요한 요소이다. 인체의 다른 작은 혈관들과 비교했을 때, 동맥은 훨씬 큰 직경을 가지고 있다 (4mm). 따라서 저항이 작다.
arm-leg gradient는 팔과 다리에서 측정한 혈압과는 차이가 있다. 보통 10mmHg보다 작고, 예를 들어 대동맥 협착증의 경우에 혈압이 증가한다.

## 혈관 저항의 결정 요인
혈관 저항은 하겐-푸아죄유 방정식에서 나타나 있는 것과 같이 혈관 직경, 혈관 길이, 혈액의 점성과 관련이 있다.
{\displaystyle \Delta P={\frac {8\mu lQ}{\pi r^{4}}}}
- ∆P : 감소한 혈압의 크기/ 증감
- µ : 점성
- l : 관의 길이. 무한하게 긴 혈관의 경우, l은 혈관의 직경으로 대체된다.
- Q : 혈관에서의 유량
- r : 혈관의 반지름

혈류가 일정하고 층류라고 가정하면, 혈관 내의 혈액의 움직임이 파이프에서와 비슷하다. 예를 들어 만약에 관의 양쪽 끝 압력을 p1, p2라고 할 때, 압력의 변화 :
{\displaystyle {\frac {p_{1}-p_{2}}{l}}=\Delta P}
확대하지 않고도 충분히 볼 수 있는 더 큰 동맥에서는 혈관 저항이 낮고(진행이 많이 된 동맥 경화성 변화가 없다고 가정할 때), 높은 유량률로 압력이 아주 조금 떨어진다. 소동맥과 세동맥은 저항이 커서, 주요 동맥에서부터 모세혈관을 돌면서 혈압이 떨어진다.
세동맥에서의 혈압은 주요 동맥에서 보다 낮다. 분기점 때문에 압력이 떨어진다. 분기점이 많으면 많을수록, 총 단면적이 커지고, 표면적에 대한 압력은 떨어진다. 이것이 세동맥에서 가장 압력이 많이 떨어지는 이유다. 세동맥에서 압력이 감소하는 것은 유량과 저항의 결과물이다 : ∆P=Q*저항. 델타P에 영향을 크게 미치는 세동맥의 높은 저항은 반지름이 약 30마이크로 m로 작기 때문이다. 관의 반지름이 작으면 작을수록 유동 저항은 커진다.
세동맥 바로 다음으로는 모세혈관이 나온다. 세동맥에서 알게 된 원리처럼, 우리는 모세혈관의 혈압이 세동맥의 혈압과 비교했을 때 더 낮을 것이라는 사실을 예상할 수 있을 것이다. 왜냐하면 압력은 단위 면적 당 작용하는 힘이기 때문이다(P = F/A). 외부의 힘이 작용하게 되면 표면적이 크면 클수록, 압력은 작아진다. 모세혈관의 반지름들이 매우 작음에도 불구하고 모세혈관은 순환계에서 가장 큰 면적(485mm)을 차지하고 있다. 총 단면적이 크면 클수록, 압력 뿐만 아니라 평균 속도도 줄어든다.
혈관 수축제는 혈관의 크기를 줄일 수 있어 혈압을 증가시킬 수 있다. 혈관 확장제는 혈관의 크기를 키워 동맥 혈압을 감소시킬 수 있다.
만약 혈액 점성이 커지면 동맥 압력이 증가한다. 어떤 질병은 혈액의 점성에 변화를 일으키기도 한다. 예를 들어, 빈혈 점성을 감소시키는데, 반면에 적혈구의 농도가 커지면 점성은 커진다. 아스피린과 항응고제는 혈액의 점성을 감소하게 한다고 여겨져 왔는데, 하지만 연구에서 그 대신에 혈액의 응고 성질을 줄여준다는 사실을 알아내었다.

## 난류
혈류가 혈관이 얼마나 매끄러운가에 따라서도 영향을 받는데, 그에 따라 난류(요동침)와 층류(잔잔함)로 나눌 수 있다.
레이놀즈 수(NR 이나 Re로 나타낸다)는 관에서의 유체의 움직임에 대해 나타낸다. 여기서는 혈관에서의 혈액을 말한다.
차원이 없는 관계식을 방정식으로 나타내면 :
{\displaystyle NR={\frac {\rho vL}{\mu }}}
- ρ : 혈액의 밀도
- v : 평균 혈액의 속도
- L : 관의 치수. 여기서는 지름을 말한다.
- μ : 혈액의 점성

레이놀즈 수는 관의 지름과 유속에 정비례한다. NR이 지름뿐만 아니라 평균 속도에도 정비례하는 사실을 보라. 레이놀즈 수가 2300보다 작으면 층류(일정한 유동이 특징)이고, 반면에 4000이 넘으면 난류를 말한다. 모세혈관은 다른 관들에 비해서 반지름이 작고 속도도 제일 느려서, 모세혈관에서의 레이놀즈 수가 제일 작고, 난류 보다는 층류가 흐른다.

## 혈관벽의 탄력성

실린더 응력의 성분.

위치에 상관없이 혈압은 영-라플라스 방정식(Young-Laplace equation)에 의하면 혈관의 탄력성(Wall tension)과 관련이 있다. (혈관벽의 두께는 내강의 지름과 비교해서 매우 작다고 가정한다).
{\displaystyle \sigma _{\theta }={\dfrac {Pr}{t}}\ }
이 때,
- P : 혈압
- t : 혈관벽의 두께
- r : 관의 내부 반지름
- {\displaystyle \sigma _{\theta }\!} : 관의 응력. “후프 응력(hoop stress)”

얇은 관의 경우, 벽의 두께는 반드시 그 반지름의 10분의 1(20분의 1이라 할 때도 있음)보다 커서는 안 된다는 가정이 필요하다.
관의 응력은 관벽에서 원주 방향으로 가해지는 평균 힘을 말한다(물체의 반지름과 축에 대해 수직이다. 원주의 접선 방향). 식으로 나타내면 다음과 같다 :
{\displaystyle \sigma _{\theta }={\dfrac {F}{tl}}\ }
- F : 혈관벽에 원주 방향으로 가해진 힘. 방향에 따라 다음과 같은 두 가지 길이 요소가 있다.
- t : 혈관벽의 반지름 방향의 두께
- l :혈관의 축의 길이

## 모니터링
혈류 역학 모니터링은 시간의 지남에 따라 혈류 역학적 변수(혈압, 심장 박동 등)에 대해 관찰하는 것이다. 혈압의 모니터링은 혈압 트랜스듀서 조립체를 이용해 침습적인 방법으로 할 수도 있고, 비침습적인 방법으로 공기로 부풀려서 사용하는 혈압 측정 커프를 이용해 반복적으로 측정하는 방법이 있다.

## 같이 보기
- 심박출량
- 혈압
- 혈류
- 전기 심장계 검사법(Electrical cardiometry)
- 광혈류측정기(Photoplethysmography)
- 임피던스 심장검사(Impedence cardiography,  ICG)
- 빈트케셀 효과
- 파레이어스 효과